# François II de Tournon
François II de Tournon (Castello di Tournon, 1489 – Saint-Germain-en-Laye, 22 aprile 1562) è stato un cardinale e politico francese.
Fino al 1561 fu tra i maggiori artefici della politica estera francese.
Era figlio di Jacques II, Signore di Tournon (o Turnone) e ciambellano di Carlo VIII di Francia, e di Jeanne de Polignac.
Era di nobile, antica e potente famiglia (imparentata fra l'altro con la famiglia reale francese): il più antico personaggio della casata risulta essere Pons de Tournon, vescovo di Puy nel 1102.

## Biografia

### Gli inizi
All'età di 12 anni François fu destinato dai familiari ad intraprendere la carriera ecclesiastica; entrato nell'ordine degli Agostiniani, fu nominato arcivescovo d'Embrun a soli 28 anni (30 luglio 1518).
Nel 1519 ricevette la carica di abate commendatario dell'Abbazia di Chaise-Dieu, carica che mantenne fino al 1562.

### Con Francesco I
Incontrò il re Francesco I di Francia per la prima volta a Lione; nel 1525 fece parte dei consiglieri della Reggente e trattò la liberazione del Valois, allora prigioniero in Spagna dopo la sconfitta subita nella battaglia di Pavia (durante la quale perse la vita anche il fratello di François, Just, Conte de Tournon). Dopo lunghi negoziati, il giovane arcivescovo sottoscrisse il Trattato di Madrid (14 gennaio 1526) per il quale Francesco I venne liberato dietro pagamento di un ingente riscatto e con condizioni umilianti (avrebbe dovuto cessare ogni rivendicazione sulle regioni dell'Artois, delle Fiandre e del Regno di Napoli, oltre a rinunciare alla Borgogna e al Ducato di Milano e lasciare i due figli in Spagna come ostaggi).
François de Tournon ebbe poi una parte importante nei negoziati che precedettero il Trattato di Cambrai (1529) per mettere fine alla seconda guerra contro l'Impero; in forza di questo, l'arcivescovo fu rimandato in Spagna per domandare la mano di Eleonora d'Asburgo in nome del re di Francia. Dopo averla condotta in Guienna, nel 1530, ne celebrò il matrimonio con Francesco I. Per i suoi servigi ottenne l'arcivescovado di Bourges, la badia di Saint-Germain-des-Prés e il cappello cardinalizio (9 marzo 1530). Ricevette il titolo di Cardinale presbitero dei Santi Pietro e Marcellino.

### Cardinale
Fu quindi mandato in Inghilterra dal papa per cercare di evitare lo scisma di Enrico VIII; non riuscì a dissuaderlo, ma in compenso ricevette numerosi benefici dal Re di Francia. Essendosi riaccesa la guerra contro l'Impero, ricevette il titolo di luogotenente generale; a conclusione di questa firmò la tregua di Nizza, che in pratica lasciò Torino in mani francesi. Poco dopo divenne l'unico arbitro delle sorti dello Stato (il connestabile di Montmorency era caduto in disgrazia), tanto da meritarsi secoli dopo il titolo di "Richelieu di Francesco I" (facendo a tutti gli effetti le funzioni del primo ministro, pur non avendone mai ricevuto il titolo). Condusse lo Stato francese facendo del suo potere un uso degno di nota, ma anche riprovevole.
Nel 1538 divenne arcivescovo di Auch. Alla morte di Francesco I, i Guisa, che temevano la sua influenza, lo spedirono in Italia, dove rimase per otto anni. Qui continuò le sue prediche cattoliche: esaltò il nuovo papa Giulio III (con il quale negoziò anche un nuovo trattato) e sollevò contro Carlo V parecchi stati italiani. Papa Giulio III lo ricompensò con l'arcivescovado di Lione e il titolo di cardinale vescovo di Sabina (gli fu dedicata una medaglia dai veneziani per l'occasione). Nel 1555 François, appena tornato in Francia, si ritirò nella sua diocesi, suscitando contro di sé le ire degli Ugonotti, che non avevano mai digerito le sue ferme e radicali posizioni in favore del cattolicesimo.
Fu di nuovo inviato a Roma con lo scopo di mantenere papa Paolo IV nell'alleanza francese contro Carlo V: dopo aver cercato invano di mantenere la pace, rimase in Italia per conto della Francia. Nel 1559 riuscì quasi a farsi eleggere papa (al trono di San Pietro ascese invece Pio IV, che nonostante tutto lo nominò cardinale vescovo di Ostia e di Velletri e decano del Sacro Collegio. Dopo la morte di Enrico II (rimasto ucciso durante un torneo), ritornò nuovamente in Francia: fu lui ad ammettere l'ordine dei Gesuiti nel paese.
Nel 1561, ormai settantunenne, presiedette il Colloquio di Poissy, ribadendo fortemente le proprie posizioni cattoliche. L'anno dopo, il 22 aprile, morì a Saint-Germain-en-Laye, dopo aver servito fedelmente quattro regnanti e aver avuto temporaneamente il controllo dell'intera nazione francese.

## Mecenatismo
François de Tournon aumentò la biblioteca reale, protesse i letterati più illustri (quali per esempio Denis Lambin, Marc-Antoine Muret e Vincenzo Lauro), accumulò quattro milioni nell'erario reale, fu mandato come ambasciatore in Italia (si recò anche a Venezia, dove Giovanni Tatti gli dedicò la ristampa di un'opera del Contarini sulla Repubblica omonima, e lo stesso fecero i matematici dell'Accademia veneta delle Fama; a François è dedicata anche un'ode di Bernardo Tasso), Austria e Inghilterra. Fondò anche il Collegio di Tournon (uno dei più antichi collegi europei, dove studiò fra gli altri Honoré d'Urfé), e divenne uno dei più ricchi nobili di Francia.
Avendo soggiornato a Casteldurante nel periodo 1556-1557, si adoperò affinché il durantino Cipriano Piccolpasso scrivesse un trattato sull'arte della maiolica, per la quale tale città era all'epoca particolarmente apprezzata. La pubblicazione fu interrotta dalla morte dell'autore e ci è pervenuta in forma manoscritta con il titolo "I tre libri dell’arte del vasajo".

## Conclavi
François de Tournon partecipò ai seguenti conclavi:
- 1534, che elesse papa Paolo III
- 1549 / 1550, che elesse papa Giulio III
- primo del 1555, che elesse papa Marcello II
- secondo del 1555, che elesse papa Paolo IV
- 1559, che elesse papa Pio IV

## Successione apostolica
La successione apostolica è:
- Vescovo Jean Henry, O.F.M.Conv. (1558)